# Titiyo
Titiyo Yambalu Felicia Jah (kunstnernavn: Titiyo; født 23. juni 1967 i Stockholm) er en svensk sangerinde.
Titiyo halvsøster er Neneh Cherry, og deres far Ahmadu Jarr (Jah) stammer fra Sierra Leone og er et kendt navn på den skandinaviske jazz/world-scene, bl.a. som percussionist i E-type, Rednex og Africa Hi-Life Orchestra. Det var søster Neneh, som først fik sporet Titiyo ind på en musikkarriere, og i 1987 var Titiyo blevet frontfigur i eget band og fik siden i 1989 en pladekontrakt. 
Samme år fik hun sit første hit med nummeret "Talking to the Man in the Moon", og året efter kom debutalbummet Titiyo. Albummet tiltrak en del opmærksomhed fra det amerikanske publikum, men det endelig gennembrud for Titiyo blev sat på stand by et par år, da hun trak sig tilbage fra rampelyset for at tage sig af sit første barn.
I september 1993 kom hun tilbage med en coverversion af Aretha Franklins cover på "Never Let Me Go", og hendes andet album This is Titiyo med gæstevisit af Titiyos forældre fulgte senere samme år.
De følgende år var Titiyos musikalske arbejde mest at gæsteoptræde, og hun sang bl.a. duet med en anden af sine søskende Eagle Eye Cherry på nummeret "Worried Eyes".
Endnu et album kom i 1997, og fire år efter i 2001 kom Come Along på gaden. Albummet var lavet i samarbejde med sangskriver-teamet Peter Svensson (The Cardigans) og Jocke Berg (Kent) og produceret af Tore Johansson.
Albummet Best of Titiyo, kom på gaden den 24. november 2004 i Sverige.

## Album
Studiealbum (solo)
- 1990 – Titiyo
- 1993 – This is Titiyo
- 1997 – Extended
- 2001 – Come Along
- 2008 – Hidden
- 2013 – 13 Gården

### Singler på toplister
| År   | Singel                                                       | Album                 | Listposition | Listposition | Listposition | Listposition | Listposition | Listposition | Listposition | Listposition   |
| År   | Singel                                                       | Album                 | Sverige      | Danmark      | Holland      | Frankrig     | Tyskland     | Østrig       | Schweiz      | Storbritannien |
| ---- | ------------------------------------------------------------ | --------------------- | ------------ | ------------ | ------------ | ------------ | ------------ | ------------ | ------------ | -------------- |
| 1989 | "Man in the Moon"                                            | Titiyo                | 6            | —            | —            | —            | —            | —            | —            | —              |
| 1989 | "After the Rain"                                             | Titiyo                | 13           | —            | —            | —            | —            | —            | —            | 60             |
| 1990 | "Flowers"                                                    | Titiyo                | —            | —            | —            | —            | —            | —            | —            | 71             |
| 1993 | "Never Let Me Go"                                            | This Is               | 25           | —            | —            | —            | —            | —            | —            | —              |
| 1994 | "Tell Me (I'm Not Dreaming)"                                 | This Is               | —            | —            | —            | —            | —            | —            | —            | 45             |
| 1995 | "It Should Have Been You" (feat. Blacknuss & Jennifer Brown) | Blacknuss Allstars    | —            | —            | —            | —            | —            | —            | —            | —              |
| 1996 | "We Vie" (feat. Stakka Bo, Fleshquartet & Nåid)              | Extended              | 10           | —            | —            | —            | —            | —            | —            | —              |
| 2001 | "Come Along"                                                 | Come Along            | 3            | 7            | 20           | 13           | 11           | 9            | 22           | —              |
| 2001 | "1989"                                                       | Come Along            | —            | —            | 88           | 23           | —            | —            | 83           | —              |
| 2004 | "Lovin' Out of Nothing"                                      | A Collection of Songs | 17           | —            | —            | —            | —            | —            | —            | —              |
| 2008 | "Longing for Lullabies" (feat. Kleerup)                      | Kleerup               | 7            | 14           | —            | —            | —            | —            | —            | —              |
| 2008 | "300 Slow Days In a Row" (feat. Marit Bergman)               | Endast singelskiva    | —            | —            | —            | —            | —            | —            | —            | —              |